# 我的中国梦 (电视节目)
《我的中国梦》，2013年5月6日在湖南卫视开播的纪录片，该节目系湖南卫视响应中共中央总书记习近平执政思想“中国梦”而制作，让全中国吹响“中国梦”号角，传递荧屏正能量，官方宣传口号为“记录草根的平凡追梦故事，见证筚路蓝缕的中国梦”。

## 概述
主持人朱丹以“梦想精算师”的身份登场，微型纪录片为30秒，人物访谈版本为30分钟，包括52名中国各界名人。
- 科学家：袁隆平[3]
- 企业家：宗庆后、柳传志、王石[3]
- 演员：李亚鹏、姜文、陈道明[3]
- 经济学家：吴敬琏[3]
- 文学家：莫言、余秋雨[3]
- 体育运动员：姚明、李娜[3]
- 医学家：钟南山[3]